# Власово (Одинцовский район)

Власово — деревня в Одинцовском районе Московской области России. Входит в сельское поселение Никольское. Население 6 человек на 2006 год, в деревне числятся 1 улица и 1 садовое товарищество. До 2006 года Власово входило в состав Волковского сельского округа.
Деревня расположена на юго-западе района, в 9 км к северо-западу от города Кубинка, на правому берегу Москва-реки, высота центра над уровнем моря 147 м.
Впервые в исторических документах деревня встречается в 1702 году, как пожалованная графу Гавриилу Ивановичу Головкину. По Экономическим примечаниям 1800 года в деревне было 25 дворов и 170 душ крепостных обоего пола. На 1852 год в деревне числилось 23 двора, 105 душ мужского пола и 125 — женского, в 1890 году — 198 человек. По Всесоюзной переписи 17 декабря 1926 года числилось 31 хозяйство и 159 жителей, по переписи 1989 года — 13 хозяйств и 16 жителей.